# Divjakova jama
Divjakova jama este o arie protejată (arie specială de conservare — SAC, sit de importanță comunitară — SCI) din Slovenia întinsă pe o suprafață de 26,66 ha, integral pe uscat.

## Localizare
Centrul sitului Divjakova jama este situat la coordonatele 46°36′27″N 15°18′15″E / 46.6074°N 15.3043°E.

## Înființare
Situl Divjakova jama a fost declarat sit de importanță comunitară în aprilie 2013 pentru a proteja 1 specie de animale. Situl a fost protejat și ca arie specială de conservare în aprilie 2015.

## Biodiversitate
Situată în ecoregiunea continentală, aria protejată nu include niciun habitat protejat.
La baza desemnării sitului se află o specie protejată de  mamifere: liliacul mic cu potcoavă (Rhinolophus hipposideros).